# 帕梅拉·魏斯豪普特
帕梅拉·魏斯豪普特（德語：Pamela Weisshaupt，1979年3月2日—），瑞士女子赛艇运动员。她曾代表瑞士参加世界赛艇锦标赛，获得二枚金牌和一枚银牌，均来自女子轻量级单人双桨项目。